# آخرین روزها در مریخ
آخرین روزها در مریخ (به انگلیسی: The Last Days on Mars) فیلمی ترسناک علمی-تخیلی محصول سال ۲۰۱۳ و به کارگردانی رواری رابینسون است. در این فیلم بازیگرانی همچون لیو شرایبر، الیاس کوتیاس، رامالا گری، گوران کوستیچ، جانی هریس، تام کالن، یوسارا وارساما و اولیویا ویلیامز ایفای نقش کرده‌اند. این فیلم محصول مشترک انگلستان و ایرلند است که برای نخستین بار در جشنواره فیلم کن ۲۰۱۳ به نمایش درآمد. فیلم‌برداری بخشی از فیلم در جنوب اردن انجام شد.

## داستان
در سال ۲۰۴۰ میلادی، گروهی از فضانوردان در حال جمع‌آوری منابع از مریخ، توسط نیرویی عجیب شکار می‌شوند و به زامبی تبدیل می‌شوند.